# Український інститут модерного мистецтва

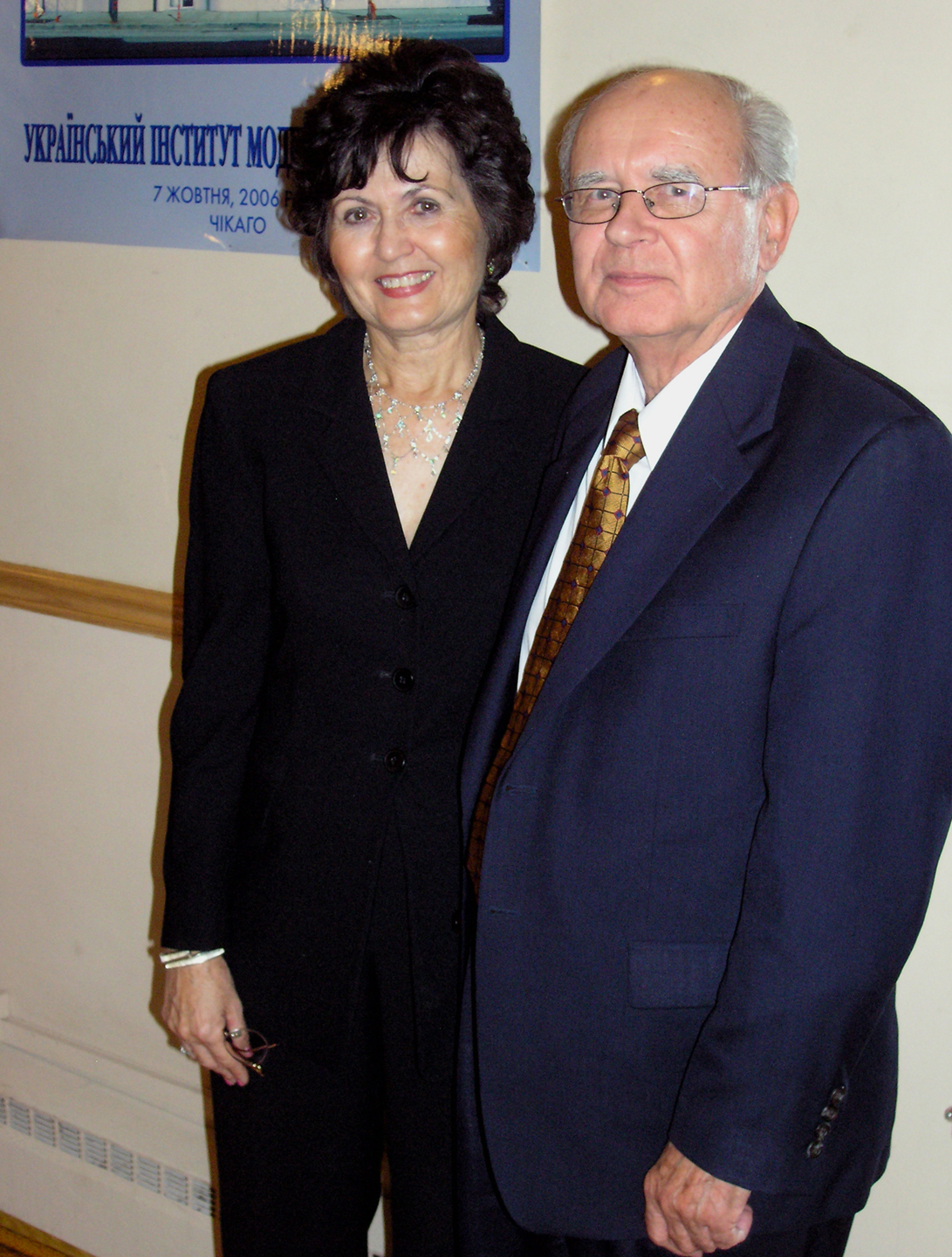
Президент УІММ Олег Коверко та керівник літературної секції Інституту Віра Боднарук

Український інститут модерного мистецтва

Украї́нський інститу́т моде́рного мисте́цтва (УІММ) — мистецький заклад, заснований у Чикаго (штат Іллінойс, США) 1971 року з ініціативи мецената лікаря А. Хрептовського та В. Качуровського (куратор УІММ) і групи українських митців-модерністів. Незабаром він став представницьким життєздатним культурологічним закладом, музеєм, який обслуговує місцеву громаду Чикаго і здійснює програму культурних показів, літературних зустрічей, демонструє фільми, влаштовує музичні імпрези. Видає листівки-репродукції, має постійну ґалерею, архів та влаштовує музичні та літературні вечори.
Експонати УІММ, часто доповнені двомовними каталогами, утримуються в головній галереї, яка займає близько 200 м². Три бічні галереї включають постійну колекцію, створену з робіт Чиказьких митців, а також скульпторів і живописців Української школи.
Програми УІММ викликають живий інтерес серед членів суспільства. Під його дахом понад 35 років влаштовуються індивідуальні й збірні виставки українських і неукраїнських митців, здебільшого молодшого покоління. Важливі виставки у 70—90-х роках 20 століття: О. Архипенка, Я. Гніздовського, М. Нечитайла-Андріенка, К. Мілонадіса, Ю. Соловія, М. Урбана, Р. Жука, Р. Костинюка, Є.Прокопова, І. Дмитрука та ін.
Сьогодні виставкова зала Інституту міститься на першому поверсі за адресою: 2320 West Chicago avenue, де нині відбуваються пересувні експозиції, літературні вечори, музичні концерти й показ фільмів. У трьох менших залах міститься постійна колекція митців з України та митців українського походження: тут виставлені картини Олександра Архипенка, Якова Гніздовського, Юрія Соловія, а також скульптури Константина Мілонадіса, Михайла Урбана, Євгена Прокопова та інших знаних у діаспорі митців.
Більшість мистецьких експозицій влаштовує сам Інститут. Разом з тим, УІММ співпрацює з такими мистецькими інституціями, як-от, Українським музеєм (Нью-Йорк), Осередком української культури й освіти (Вінніпег, Канада), Центром Сучасного мистецтва (Одеса), Центром сучасного мистецтва (Київ) та іншими.
Програма сучасних літературних вечорів у більшості охоплює поетів і письменників, які пишуть українською мовою, і авторів українського походження, які пишуть свої твори англійською мовою. Серед них Василь Барка, Улас Самчук, Аскольд Мельничук, Ірина Забитко та інші.
За 35 років існування УІММ в його приміщенні виставляли свої твори понад 700 митців, більш ніж 60 поетів і письменників читали своє живе слово, відбулося понад 90 музичних концертів. Уся праця в Інституті здійснюється на добровільній основі.
Провідне завдання УІММ — зберігати мистецькі твори митців з України і митців українського походження, плекати знання і розуміння сучасного мистецтва, дати змогу українським літераторам прочитати свої твори перед українською публікою, ознайомити українську діаспору з сучасною музикою та її виконавцями. УІММ — центр модерних напрямків українського Чикаго.
Інститут видає двомовні ілюстровані каталоги, листівки-репродукції, має архів. УІММ — неприбуткова громадська організація, що укомплектовує свій штаб тільки добровольцями, однодумцями, які намагаються розділити своє бачення з суспільством і світом. Український Інститут Модерного Мистецтва служить мистецьким символом української громади Чикаго й усієї Америки.